# Гримайлівська селищна рада
Грима́йлівська се́лищна ра́да — адміністративно-територіальна одиниця та орган місцевого самоврядування в Гусятинському районі Тернопільської області. Адміністративний центр — селище міського типу Гримайлів.

## Загальні відомості
- Територія ради: 33 км²
- Населення ради: 2 792 особи (станом на 2001 рік)
- Територією ради протікає річка Гнилка

## Населені пункти
Селищній раді підпорядковані населені пункти:
- смт Гримайлів
- с. Буцики
- с. Оленівка

## Склад ради
Рада складається з 20 депутатів та голови.
- Голова ради:
- Секретар ради: Диць Оксана Іванівна

### Керівний склад попередніх скликань
| Прізвище, ім'я, по батькові | Основні відомості                                                                    | Дата обрання | Дата звільнення |
| --------------------------- | ------------------------------------------------------------------------------------ | ------------ | --------------- |
| Чабан Ольга Павлівна        | Селищний голова, 1959 року народження, член Української Народної Партії              | 26.03.2006   | 31.10.2010      |
| Примак Ольга Павлівна       | Селищний голова, 1959 року народження, освіта вища, член Української Народної Партії | 31.10.2010   | 23.12.2014      |

Примітка: таблиця складена за даними сайту Верховної Ради України

### Депутати
За результатами місцевих виборів 2010 року депутатами ради стали:

#### За суб'єктами висування
| Суб'єкт висування                       | Кількість обраних депутатів | %  |
| --------------------------------------- | --------------------------- | -- |
| Самовисування                           | 9                           | 45 |
| Українська Народна Партія               | 9                           | 45 |
| Партія регіонів                         | 1                           | 5  |
| Політична партія «Громадянська позиція» | 1                           | 5  |

#### За округами
| № округу                                | Прізвище, ім'я, по батькові   | Дата визнання обраним | Освіта             | Партійна приналежність | Відомості про обраного депутата                                                                |
| --------------------------------------- | ----------------------------- | --------------------- | ------------------ | ---------------------- | ---------------------------------------------------------------------------------------------- |
| Партія регіонів                         |                               |                       |                    |                        |                                                                                                |
| 7                                       | Рожко Тетяна Михайлівна       | 03.11.2010            | вища               | позапартійна           | Гримайлівський дошкільний навчальний заклад, завідувачка                                       |
| Політична партія «Громадянська позиція» |                               |                       |                    |                        |                                                                                                |
| 17                                      | Машталір Ірина Іванівна       | 03.11.2010            | вища               | позапартійна           | Гримайлівська загальноосвітня школа І-ІІІ ст. ім. Пулюя, вчитель біології                      |
| Українська Народна Партія               |                               |                       |                    |                        |                                                                                                |
| 1                                       | Семенчук Юрій Петрович        | 03.11.2010            | вища               | позапартійний          | Гримайлівська санаторна школа-інтернат, вчитель фізичного виховання                            |
| 4                                       | Борейко Василь Романович      | 03.11.2010            | середня спеціальна | позапартійний          | приватний підприємець                                                                          |
| 5                                       | Хрупало Оксана Вікторівна     | 03.11.2010            | середня спеціальна | позапартійна           | Гримайлівська комунальна дільнична лікарня, фельдшер швидкої допомоги                          |
| 8                                       | Добровольська Галина Павлівна | 03.11.2010            | середня спеціальна | позапартійна           | Гримайлівське відділення поштового зв'язку, начальник поштового відділення                     |
| 10                                      | Диць Оксана Іванівна          | 03.11.2010            | вища               | позапартійна           | Гримайлівська селищна рада, секретар селищної ради                                             |
| 11                                      | Хрупалик Дарія Михайлівна     | 03.11.2010            | середня спеціальна | позапартійна           | Гримайлівська селищна рада, діловод-касир селищної ради                                        |
| 13                                      | Трінчук Любов Дмитрівна       | 03.11.2010            | вища               | позапартійна           | Гримайлівська загальноосвітня школа І-ІІІ ст. ім. Пулюя, вчитель рідної мови                   |
| 15                                      | Попів Богдан Зіновійович      | 03.11.2010            | середня спеціальна | позапартійний          | Гримайлівська міжшкільна навчально-виробнича майстерня, вчитель                                |
| 16                                      | Філь Василь Зіновійович       | 03.11.2010            | середня спеціальна | позапартійний          | Гримайлівська районна станція юних техніків, керівник гуртка                                   |
| Самовисування                           |                               |                       |                    |                        |                                                                                                |
| 2                                       | Капустинський Арсен Ігорович  | 03.11.2010            | незакінчена вища   | позапартійний          | Тернопільський національний економічний університет, студент                                   |
| 3                                       | Крут Віталій Богданович       | 03.11.2010            | незакінчена вища   | позапартійний          | Тернопільський національний економічний університет, студент                                   |
| 6                                       | Гнатишин Анатолій Романович   | 03.11.2010            | вища               | позапартійний          | тимчасово не працює                                                                            |
| 9                                       | Українець Василь Петрович     | 03.11.2010            | середня спеціальна | позапартійний          | тимчасово не працює                                                                            |
| 12                                      | Шелепало Дмитро Ярославович   | 03.11.2010            | вища               | позапартійний          | Тернопільський національний технічний університет ім. І. Пулюя                                 |
| 14                                      | Чайка Сергій Володимирович    | 03.11.2010            | середня спеціальна | позапартійний          | Гримайлівська комунальна дільнична лікарня, зубний технік                                      |
| 18                                      | Гриців Олександр Михайлович   | 03.11.2010            | середня            | позапартійний          | Фермерське господарство «Вікторія», голова фермерського господарства                           |
| 19                                      | Новосад Тетяна Іванівна       | 03.11.2010            | вища               | позапартійна           | НВК «Загальноосвітня школа І ст. — дошкільний навчальний заклад» с. Оленівка, вчитель біології |
| 20                                      | Зятик Оксана Михайлівна       | 26.12.2010            | вища               | позапартійна           | тимчасово не працює                                                                            |